# ناو کلاس دیدو
کروزر کلاس دیدو (به انگلیسی: Dido-class cruiser) یک کلاس از کشتی است که طول آن ۵۱۲ فوت (۱۵۶ متر) می‌باشد.